# Закрилок

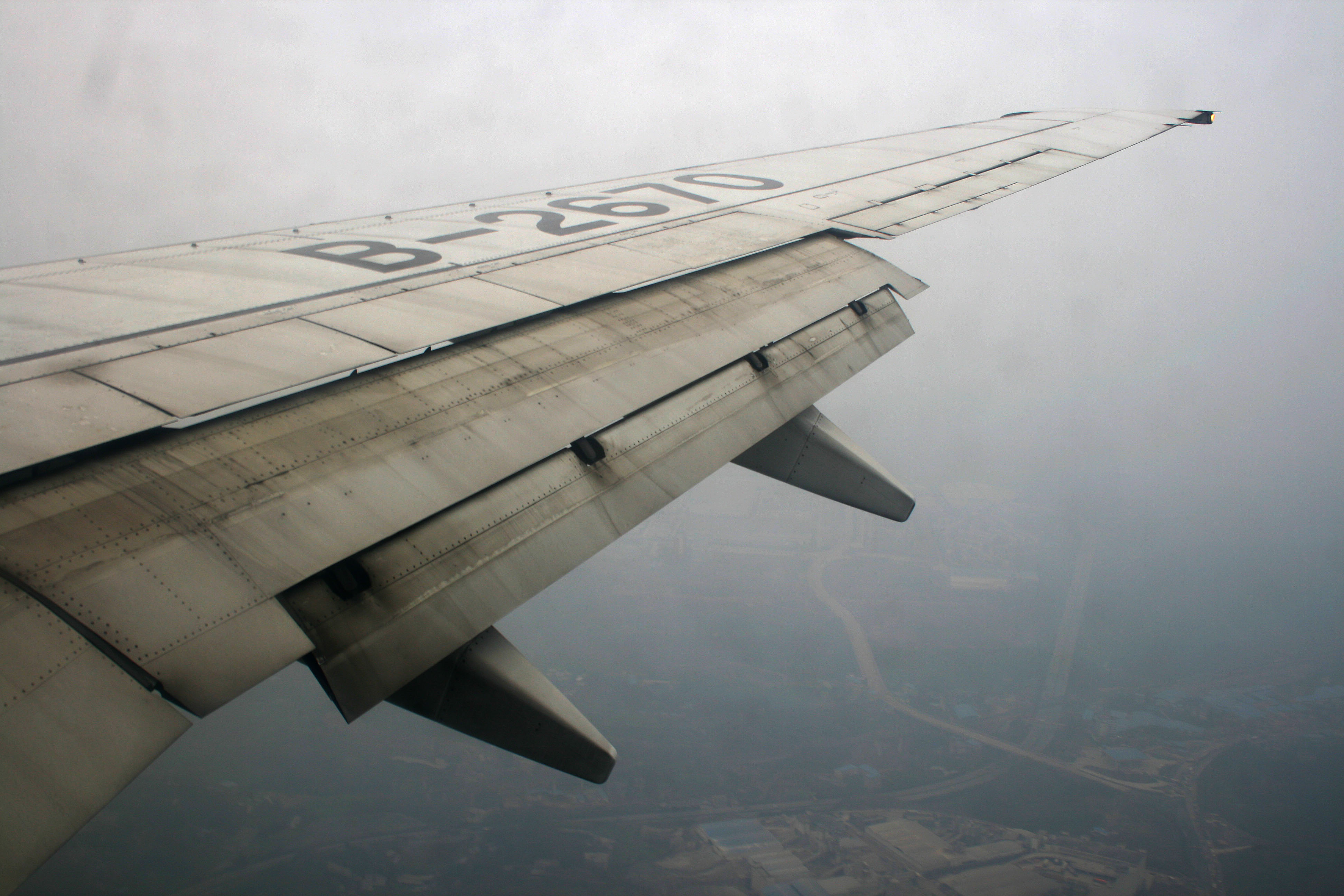
Випущені закрилки

Закрилки — відхилювальні поверхні, симетрично розташовані на задній крайці крила. Закрилки в прибраному стані є продовженням поверхні крила, тоді як у випущеному можуть відходити від нього з утворенням щілин. Використовуються для поліпшення несної здатності крила під час зльоту, набору висоти, зниження і посадки, а також при польоті на малих швидкостях. Керуючу поверхню, що комбінує закрилки і елерон, називають флаперон.

## Принцип
Принцип роботи закрилків полягає в тому, що при їх випуску збільшується кривина профілю і (у разі висувних закрилків, які також називають закрилками Фаулера) площа поверхні крила, отже, збільшується і підіймальна сила.
- Збільшена підіймальна сила дозволяє літальним апаратам летіти на меншій швидкості без завалювання. Таким чином, випуск закрилків є ефективним способом зниження злітної і посадкової швидкостей.
- Другий наслідок випуску закрилків — це збільшення аеродинамічного опору. Якщо при посадці збільшений лобовий опір сприяє гальмуванню літака, то при зльоті додатковий лобовий опір відбирає частину тяги двигунів. Тому на зльоті закрилки випускаються завжди на менший кут, ніж при посадці.
- Третій наслідок випуску закрилків — поздовжнє перебалансування літака через виникнення додаткового поздовжнього моменту. Це ускладнює управління літаком (на багатьох сучасних літаках момент піке при випуску закрилків компенсується перестановкою стабілізатора на негативний кут).

## Будова
Закрилки, які при випуску утворюють профільовані щілини, називають щілинними. Закрилки можуть складатися з декількох секцій, утворюючи кілька щілин (як правило, від однієї до трьох).
На літаку Ту-154М застосовуються двощілинні закрилки, на Ту-154Б — трищілинні. Наявність щілини дозволяє потоку повітря перетікати з області підвищеного тиску (нижня поверхня крила) в область зниженого тиску (верхня поверхня крила). Щілини спрофільовані таким чином, щоб струмінь повітря, по дотичній, був спрямований до верхньої поверхні, щілина повинна мати звужений зріз, це потрібно для збільшення швидкості потоку. Пройшовши через щілину, струмінь з високою енергією взаємодіє з «млявим» сусіднім повітряним шаром і перешкоджає утворенню завихрень та відриву потоку.